# Sera de Croon
Sera de Croon (Amsterdam, 17 mei 1916 - Alicante, 17 maart 1990) was een Nederlands NSB'er en oorlogsmisdadiger die vooral berucht was vanwege zijn actieve deelname aan de vervolging van Joden gedurende de bezetting van Nederland tijdens de Tweede Wereldoorlog.

## Levensloop
De Croon kwam uit een achterstandsgezin en was de jongste van zestien kinderen, waarvan de gewelddadige vader leed aan alcoholisme. Twaalf van deze kinderen stierven op jonge leeftijd, de oudste door zelfmoord. Hij raakte gewond bij zijn werk in een stofzuigerfabriek en liep daardoor de rest van zijn leven mank. In 1934 werd hij op achttienjarige leeftijd lid van de NSB en na de bezetting van Nederland besloot hij om zich actief in te zetten voor de nazi's. In 1943 trad hij toe tot de Colonne Henneicke, een groep van collaborateurs die Joden opspoorde en aangaf, tegen betaling van 7,50 gulden per aangegeven Jood. Het hiermee verdiende geld wordt ook wel kopgeld genoemd. Zijn groep verraadde zo tussen de 8.000 en 9.000 Nederlandse Joden.
De Croon stond bekend als bijzonder fanatiek en sadistisch, hij mishandelde Joden en bracht zelfs persoonlijk Joodse baby's naar de Duitsers. Op feestjes liet hij graag een buitgemaakt vooroorlogs vakantiefilmpje van een Joodse familie zien die hij zelf aangegeven had. Nadat de Colonne Henneicke werd opgeheven omdat het werk er op zat, week De Croon uit naar het oosten van het land. Hij was vooral goed in het infiltreren in verschillende verzetsgroepen en zat achter de arrestatie van verschillende verzetsleden. Zo werd in Nijverdal de verzetsman Herman Kampman opgepakt en later gefusilleerd.
Na de bevrijding is De Croon in eerste instantie onvindbaar. Hij werd uiteindelijk rond 1948 gearresteerd en in 1949 ter dood veroordeeld. Dit vonnis werd echter niet voltrokken nadat Koningin Juliana hem gratie verleende. Eerst werd zijn vonnis omgezet in levenslang, later werd deze straf weer omgezet in 21 jaar, waarvan hij slechts twee derde uit hoefde te zitten. Hierdoor kwam hij begin jaren zestig weer vrij. De Croon werd in 1983 getraceerd in Alicante in Spanje, waar hij in 1990 overleed aan de gevolgen van longkanker.
Het Omroep MAX-programma Het was oorlog wijdde in februari 2017 een uitzending aan De Croon.